# 八重山警察署
八重山警察署（やえやま けいさつしょ）は、沖縄県石垣市登野城にある沖縄県警察管轄の警察署である。所轄区域は石垣市と八重山郡から成る八重山列島の全域。日本最南端かつ最西端の警察署である。

## 管轄区域
- 石垣市
- 八重山郡 竹富町、与那国町[1]

## 沿革
- 1879年（明治12年）9月 - 那覇警察署八重山島分署設置。
- 1883年（明治16年）6月 - 八重山島分署廃止。八重山島役所で警察事務を取り扱う。
- 1886年（明治19年）
  - 3月 - 八重山島警察署設置。
  - 5月 - 西表島及び与那国島に分署を新設。
- 1888年（明治21年）12月 - 与那国分署を廃止し、巡査駐在所を設置。
- 1889年（明治22年）3月 - 西表分署を廃止し、巡査駐在所を設置。
- 1893年（明治26年）6月 - 八重山島役所長の警察署長兼務を解除し、警察署長を専任化。
- 1896年（明治29年）7月 - 大川村に新築移転。
- 1911年（明治44年）10月 - 八重山島警察署新築。
- 1941年（昭和16年）5月 - 八重山警察署に改称[2]。
- 1945年（昭和20年）12月28日 - 八重山支庁管下の八重山警察署が発足。
- 1952年（昭和27年）
  - 4月 - 石垣地区および与那国地区警察署設置。
  - 5月15日 - 八重山警察署新庁舎落成式。
- 1954年（昭和29年）10月1日 - 石垣地区警察署が八重山地区警察署に改称。
- 1970年（昭和45年）8月29日 - 八重山警察署に初の白バイを配備。
- 1971年（昭和46年）8月18日 - 八重山警察署に初のパトロールカーを配備[3]。
- 1975年（昭和50年）
  - 4月9日 - 美崎町に新築移転。
  - 10月1日 - 旧庁舎跡に大川派出所新設[4]。
- 2006年（平成18年）10月 - 市中心部の美崎町から現在地に移転[5]。

## 交番
- 大川交番（石垣市字大川）
- 新川交番（石垣市新栄町）[6]

## 派出所
- 石垣空港警備派出所（石垣市字白保）[6]

## 駐在所
石垣島
- 川平駐在所（石垣市川平）
- 白保駐在所（石垣市字白保）
- 伊原間駐在所（石垣市字伊原間）

小浜島
- 小浜駐在所（竹富町字小浜）

波照間島
- 波照間駐在所（竹富町字波照間） - 日本最南端の駐在所[7]。

西表島
- 白浜駐在所（竹富町西表）
- 上原駐在所（竹富町字上原）
- 大原駐在所（竹富町字大原）

与那国島
- 与那国駐在所（与那国町字与那国4022）
- 久部良駐在所（与那国町字与那国4841）[6] - 日本最西端の駐在所

※なお、八重山列島の有人島のうち、竹富島、黒島、鳩間島、新城島には駐在所はない。